# Économie du Chili
L’économie du Chili est considérée en 2010 comme une des plus stables en Amérique latine. Malgré un passé économique désastreux, le pays est devenu de nos jours un « modèle » dans la région (c'est d’ailleurs pour cette raison que des commentateurs l’appellent le « jaguar » de l’Amérique du Sud). Au cours des vingt-quatre dernières années[Quand ?], la croissance annuelle moyenne du PIB chilien a été de 5,2 %, et même de 8,3 % entre 1990 et 1997. Le modèle économique chilien est celui du libéralisme, système mis en place par le général Pinochet (durant la dictature) avec l’aide des Chicago Boys. Avec ce nouveau modèle, le pays a connu de nombreuses réformes, comme la privatisation des entreprises d’État, notamment dans les secteurs du cuivre, de l'aviation et de l'éducation. Le Chili est le pays le plus inégalitaire de l'OCDE.

## Histoire
Les ouvriers du désert d'Atacama ou des gisements de charbon gagnent environ 0,20 dollar en 1914. Une pratique courante est de distribuer une partie des salaires en produits vendus dans les magasins appartenant aux propriétaires des mines. Les conditions de logement sont souvent très dures : 6 à 18 personnes dans des chambres vétustes.
Au début du XXe siècle, les années de grandes grèves sont 1903 (ouvriers du port à Valparaiso), 1905 (viande à Santiago), 1906 (salpêtre et chemins de fer). En décembre 1907, à Iquique, des centaines de travailleurs grévistes chiliens sont massacrés par l’armée. Entre 1911 et 1920, on compte 293 grèves au Chili : la très grande majorité pour demander la réduction de la journée de travail et l'augmentation des salaires. Mais 1919 et 1920 voient se perpétrer les répressions sanglantes de Porto Arenas et de San Gregorio.
Les syndicats créés à partir de 1905 et de tendances anarcho-syndicalistes arrivent à regrouper 50 000 adhérents. Ces syndicats évoluent ensuite vers le socialisme, puis vers le communisme dans les années 1920. En 1921, la Fédération ouvrière du Chili adhère à l'Internationale syndicale rouge en réaffirmant que sa finalité est la « suppression totale de l'exploitation de l'homme par l'homme en abolissant la cause fondamentale qui l'engendre, la propriété privée ».

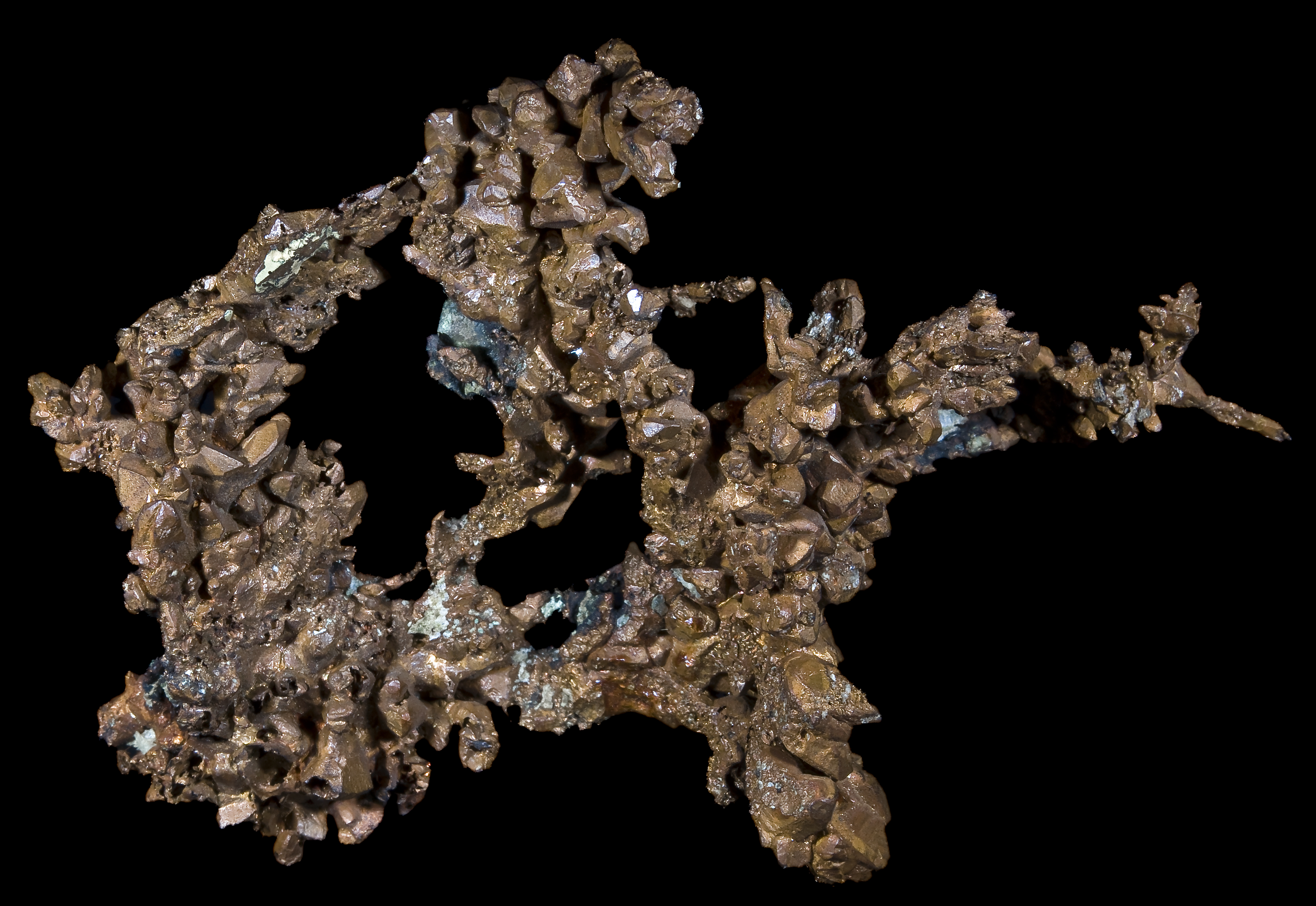
Du cuivre

## Général
D'après l'organisme économique CENDA, « la dictature de Pinochet a transformé le Chili en une économie rentière. Un petit groupe de grandes entreprises s'est approprié les grandes ressources naturelles du pays et vit de sa rente ». En 2013, d'après le Programme des Nations unies pour le développement  (PNUD), 1 % des Chiliens concentrent 33 % des revenus du pays.
La semaine légale de travail est de 45 heures. Quelque 70 % des salariés gagnent moins de 730 euros par mois. En 2019, moins de la moitié des femmes ont accès à une activité rémunérée et 31 % travaillent sans contrat ni protection sociale ou de santé. Pour l'accès à la santé, les femmes s'exposent à des discriminations des assurances privées à cause des éventuelles grossesses.
De nos jours, le Chili possède un marché ouvert au monde entier. Son économie se caractérise par l’exportation et l’importation de matières premières. Durant l’année 2005, le montant total des exportations a dépassé les 39 536 millions de dollars américains. Les exportations ont augmenté de moitié cette année-là. Ces principaux clients sont par ordre d’importance l’Union européenne, les États-Unis, la Corée du Sud, l’accord P4 et la Chine. Le Chili est membre de l’APEC et membre associé du Mercosur.
L’agriculture et l’élevage constituent les principales activités pratiquées dans le centre et le sud du pays. L’exportation de fruits et légumes atteint des niveaux historiques du fait d'une stratégie délibérée de conquête de marchés extérieurs en Europe, en Amérique du Nord et en Asie, mise en place dans les années 1990. Le Chili profite de sa situation dans l'hémisphère Sud pour proposer des fruits à contre-saison dans des pays de l'hémisphère Nord. En particulier, le Chili est un acteur majeur — avec la Nouvelle-Zélande — du marché mondial du kiwi, mais exporte aussi des pommes et du raisin de table. Les vins chiliens sont principalement destinés à l'exportation. Le Chili connaît aussi une croissance exponentielle[Combien ?] dans le domaine de la pêche. Ainsi, le pays est devenu le premier exportateur de saumon, surclassant la Norvège en 2006.

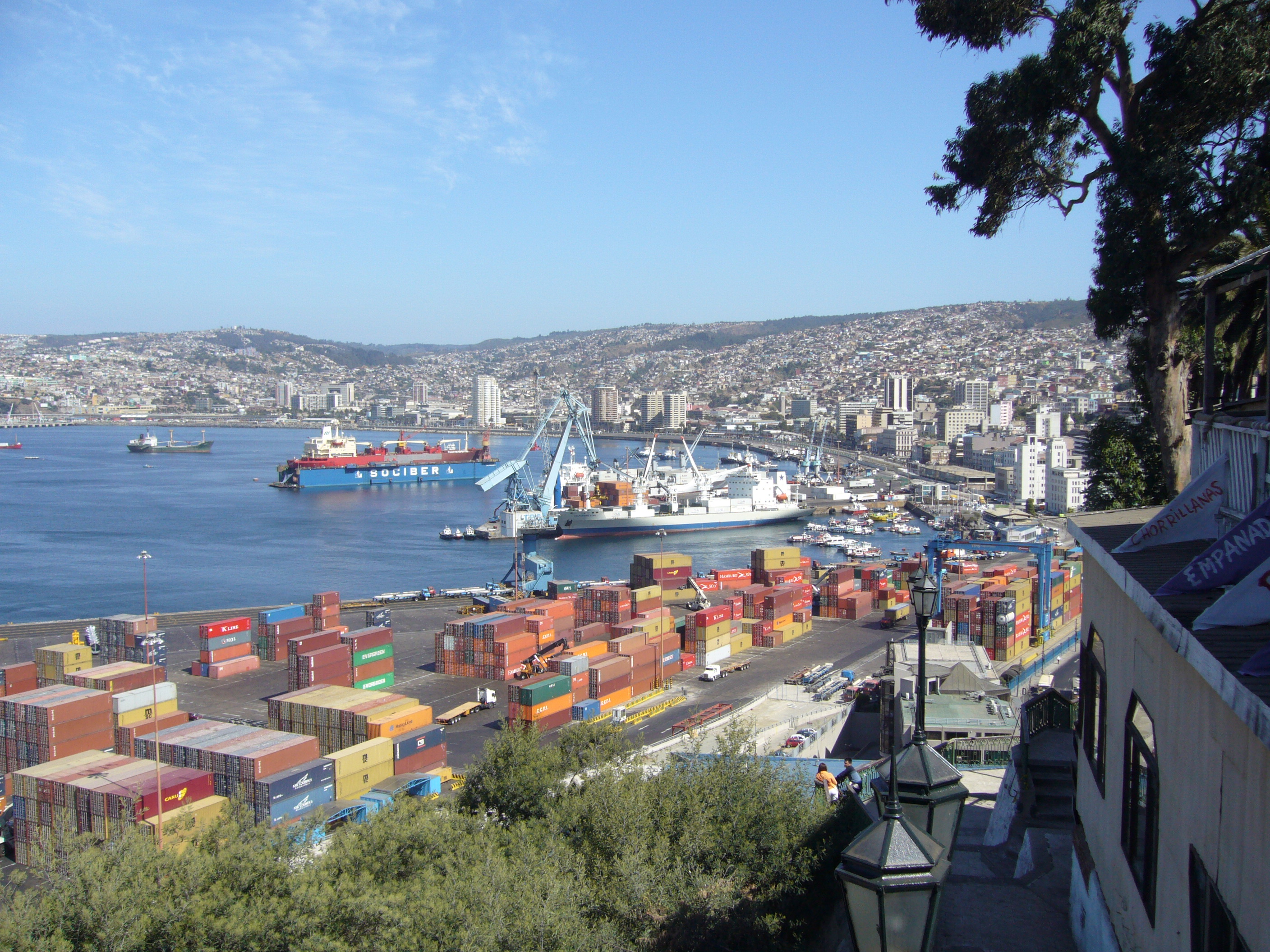
Port de Valparaíso, Chili

L’industrie chilienne est surtout locale, avec une exception notable de la production de la farine de poisson. Cette dernière se concentre dans les régions métropolitaines de Valparaíso et de Concepción. Le gouvernement tente de dynamiser l’industrie agroalimentaire depuis 20 ans. Ainsi vers l’année 2010, le Chili sera un des pays challengers en ce domaine[réf. nécessaire]. Par ailleurs, le pays est devenu une sorte de plate-forme pour les entreprises étrangères en Amérique latine. Ainsi de nombreuses sociétés mettent en place leur siège social à Santiago ou dans sa région. Le pays possède une présence importante d’entreprises venant du domaine du service.
Il continue d’exister au Chili de fortes inégalités sociales malgré un dynamisme économique important. Le pays continue de posséder le plus faible taux de femmes actives d’Amérique latine (seulement 40 % des femmes ont un travail). De plus, on note une grande différence de salaire entre les hommes et les femmes (de l’ordre d’un tiers pour le même emploi et la même qualification).
Les taux de chômage n’ont pas diminué à la vitesse espéré avant le retour à la démocratie (8,7 % en septembre 2005), ce qui est devenu l’un des grands défis du gouvernement. Ensuite, malgré des avancées dans la matière, le Chili a toujours une distribution des revenus très inégalitaire et il est placé au 16e rang des pays du monde ou répartition de la richesse est la moins forte. Le système fiscal chilien, notamment, est particulièrement inégalitaire. Après avoir payé leurs impôts, l'écart s'agrandit encore entre les plus riches et les plus pauvres.
La bonne santé économique du Chili est encore une fois reconnue dans une étude de l'Organisation de coopération et de développement économiques (OCDE) publiée le 4 novembre 2005. Il apparaît ainsi que le dynamisme économique a permis une élévation rapide du niveau de vie avec un PIB par habitant passé de 2 340 dollars en 1990 à plus de 5 000 dollars en 2004, même si le revenu par habitant corrigé de la parité de pouvoir d'achat représente actuellement moins de 40 % de la moyenne de la zone OCDE et moins de 30 % de celui des États-Unis.
La politique budgétaire est guidée par la règle de l’excédent structurel, qui exige un excédent de 1 % du PIB. Ainsi, les finances publiques du Chili présentaient un solde positif de 2,2 % du PIB en 2004, et de l’ordre de 3 % en 2005. Cependant, malgré ces bons résultats, une partie importante de la population chilienne continue à vivre sous le seuil de pauvreté. Sur le sujet de l’économie libérale, le Chili est réputé pour sa puissance économique, ce qui a amené à diminuer le taux de pauvreté en passant de 50 % en 1987 à 18,8 % en 2003 (le pays a été le premier pays latino-américain à accomplir et dépasser les prévisions de 2000 sur le réduction de la pauvreté). Cependant, officieusement, même si la croissance économique est bonne et évolue à des taux assez élevés, on constate surtout que ce sont les classes les plus aisées qui profitent des bienfaits de l’économie libérale.
Le secteur agricole tient une place relativement importante au Chili, qui produit des fruits (tropicaux et non-tropicaux), des légumes, du vin et des céréales. La pêche, les forêts et le pétrole sont aussi importants.
Pour la vie industrielle, la minière, le papier, les textiles, l’électricité et des produits chimiques sont les plus développés. Le Chili est un des pays les plus inégalitaires du monde.

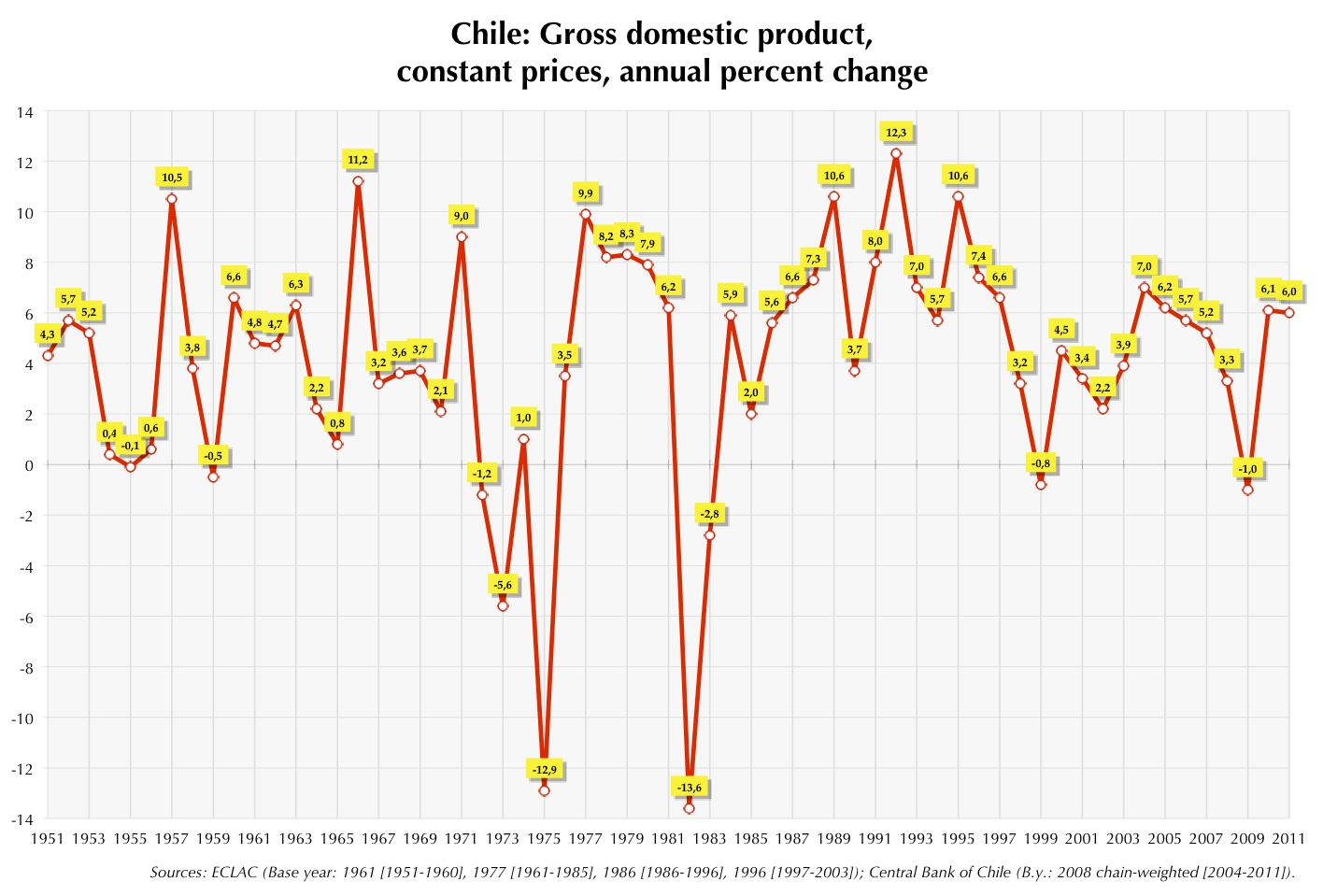
Croissance économique du Chili, depuis 1980.

Avec en 2013 un chômage à 5,7 % et une croissance de 4 %, le Chili vit actuellement un « miracle économique » qui attire l'émigration de pays hispanophones. En 2012, il est le 11e pays du monde quant aux investissements étrangers et le pays d'Amérique latine le plus compétitif. Toutefois, le fait que les matières premières comme le cuivre soient produites sur place sans être transformées, avant d'être exportées, nuit à la création d'emplois et conduit le Chili à investir dans la recherche et le développement. En 2015, avec la baisse du prix du cuivre, la croissance chilienne semble néanmoins marquer le pas,.

## Système de retraite
Depuis la dictature de Pinochet, les Chiliens sont obligés de placer 10 % de leurs salaires en vue de leur retraite sur des comptes gérés par six entités privées, les Administrations des fonds de pension (AFP). Celles-ci placent le tiers des cotisations en Bourse ou dans de grandes entreprises, sous forme d’investissements à très bas taux d’intérêt. Seulement 40 % des cotisations sont redistribués sous forme de retraites dont les montants sont déterminés par la fluctuation des marchés. Unique au monde, ce système rapporte d’énormes bénéfices aux AFP. Pourtant, selon une consultation organisée par les syndicats, une large majorité rejette ce système.
En 2017, plus de 90 % des retraites sont inférieurs à 233 dollars mensuels. Selon l'économiste Claudia Sanhueza : « Il y a plusieurs raisons à cela. Les salaires sont bas, et les cotisations également. De plus, il n’y a aucun apport patronal. Le marché du travail est aussi particulièrement fragile, dans un pays où près de 30 % des emplois ne sont pas déclarés. Il est rare que les personnes conservent longtemps le même travail, et il n’existe pas de mécanisme de solidarité permettant d’offrir une compensation aux personnes ayant moins cotisé ».

## Tableau montrant l'évolution du PIB chilien depuis 1990
L'économie du Chili se caractérise par son exportation. La structure exportatrice est composée par 45 % de produits industriels, 45 % de production minière et un 10 % de produits agricoles. Dans le domaine des produits agricoles et des produits industriels les principales exportation sont la cellulose, le méthanol, les produits chimiques et agroalimentaires. L'industrie forestière, du saumon et du vin (de renommée mondiale en acquérant beaucoup d'importance ces deux dernières décennies. Les produits miniers les plus importants sont l'extraction de cuivre, minéral duquel le Chili dépend en grande proportion. L’agriculture quant à elle exporte des fruits (raisin, abricot...) et du blé.
Il faut ajouter que la production industrielle chilienne produit toutes sortes de produits (alimentaire, sidérurgique, vêtements...). Même si le Chili a réduit sa dépendance envers l'exportation de cuivre en passant de 60 % (durant les années 1970), à 35 % en 2004, le taux est toujours très élevé. Une grande partie de la croissance chilienne est liée aux prix élevés au marché mondial des minéraux. Le pays n'est toujours pas arrivé à un niveau élevé de production industrielle à haute valeur ajoutée.
Le Chili est le premier pays d'Amérique latine avec l'Argentine où débuta l’industrialisation (vers le milieu du XIXe siècle). Rapidement ce secteur reçoit une grande impulsion durant la période de l'entre guerre par les politiques d'industrialisation par substitution aux importations.

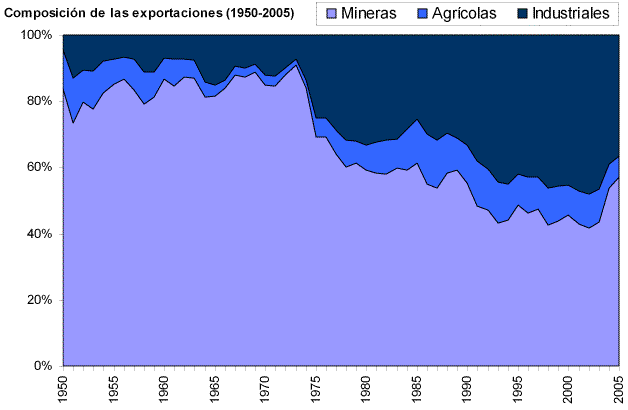
Composition des exportations du Chili

L’économie du Chili est passée ces dernières années d'une économie monoexportatrice de produits primaires, à un pays semi-industriel, fruit de la croissance économique continue à un rythme de 7 % durant les années 1990, avec une solide base industrielle et une forte cohésion parlementaire vers la politique économique. Il accède à l'OCDE à la fin de 2004, en étant le deuxième pays latino-américain après le Mexique. Son accession comme membre à part entière est prévue pour 2007.
Comme importance dans l'économie chilienne, il est un des pays pionniers en matière de libéralisation économique en Amérique latine et un pays attractif du commerce libre (le Chili a signé divers traités de commerce de libre-échange avec des pays et des associations qui représentent 65 % de la population mondiale comme la NAFTA, Union européenne, EFTA, Corée du Sud, Chine...). Le Chili est devenu en une vingtaine d'années une des économies les plus mondialisées et compétitives au monde. Ainsi cela a contribué à diminuer la pauvreté passant de 50 % en 1987 à 18,8 % en 2003 (il a été le premier pays latino-américain à accomplir, et dépasser son but de 2000 au sujet de la diminution de la pauvreté). Ainsi, le Chili est de deuxième pays latino américain quant au PIB par habitant (12 800 $ US per capita en parité de pouvoir d’achat). Le PIB per capital nominal est de 7 089 $ selon le Banco Central de Chile en 2005, qui dépasse le Mexique et le Brésil et est proche de celui de l'Argentine. De nos jours les indicateurs sociaux sont bons, comme l'espérance de vie la plus élevée d'Amérique latine, selon l’INE il est de 77,74 ans (74,8 ans pour les hommes et 80,8 pour les femmes), un taux d'alphabétisation de 95,8 % en (2002), un taux de mortalité infantile de 7,8/1000 qui est au niveau des pays les plus développés.
En 2005 le PIB croit de 6,3 %. La production industrielle croit de plus de 7 % et les exportations de presque 50 %. Le taux d'ouverture est de 70 %. Les comptes publics ont obtenu un excédent d'environ 4 %. Le chômage reste assez élevé : 8,1 % et l’inflation reste basse : 3,7 %.

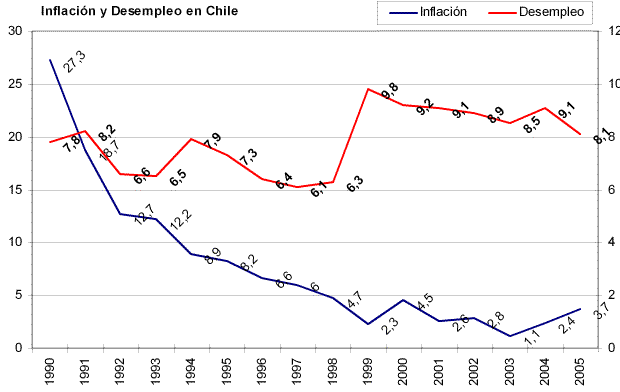
Inflation et chômage au Chili

Cependant, même avec de bons indicateurs, l’économie chilienne présente un grave défaut : l'inégalité de distribution des richesses qui génère un grand fossé social entre riches et pauvres. Selon des informations de l'ONU en 2005, le Chili se trouve à la 113e place de la liste des pays par inégalité de richesse, se situant à la 15e place au niveau mondial, ce qui révèle une carence importante dans l'économie.
Cette inégalité est attribuée par l'actuel système libéral (en contradiction avec la politique sociale des décennies 50, 60 et 70), d'autres l'attribuent au son abondance en ressources naturelles (il a développé un schéma typique de l'économie extractive par des entreprises favorisent l'inégalité économique). La médication selon le ministère de Planification et Coopération de Chili donne une indice de 0,57 en 2003.
L'inégalité de la répartition des richesses peut expliquer le dynamisme de l’économie du Chili. La faible proportion de femmes au travail (la plus basse d'Amérique), nuit à la réduction du chômage. Il existe aussi une grande différence salariale entre hommes et femmes. La présidente nouvellement élue, Michele Bachelet, a promis de traiter ces problèmes en profondeur
Même avec seulement 16 millions d’habitants, l’économie chilienne — au PIB nominal — est la cinquième plus importante d'Amérique latine.

## Projection économique
On prévoit que le pays qui atteint actuellement des records quant à la croissance du PIB annuel grâce au prix élevé du cuivre l (Sans "power purchase parity") de 157 mille millions de dollars (environ USD 10.000 Per cápita).

### Exportations
Les produits les plus exportés sont le cuivre, les produits miniers, la pêche, les fruits, les asperges, le bois et le papier. D'autre part, le pays reçoit un nombre grandissant de touristes attirés par la beauté naturelle du pays, qui contient des déserts lunaires et des glaciers antarctiques, des forêts humides et une des rares régions possédant un climat méditerranéen dans le monde.
Le cuivre représente 89 % des exportations du Chili, ce qui rend le pays très dépendant du cours du cuivre.

### Importations
Les importations majeures, outre le pétrole, sont les machines industrielles, les pièces détachées, les automobiles et de biens de consommation.

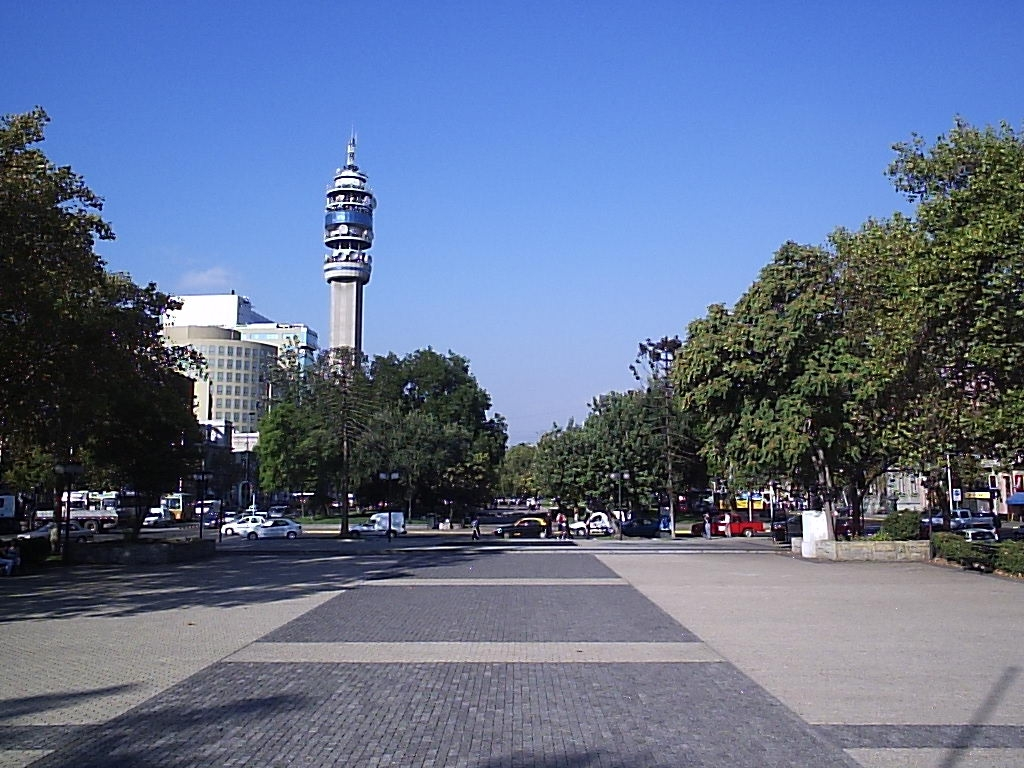
L’Alameda, l’artère centrale de Santiago.

### Les relations économiques avec les États-Unis
Avant l'élection de Salvador Allende, les entreprises étrangères et en particulier nord-américaines réalisaient d’énormes profits au Chili. En exploitant la majeure partie des mines de cuivre, la Kennecott et l'Anaconda Company y réalisaient respectivement 34,8 % et 20,2 % de leurs bénéfices annuels. L'International Telephone Telegraph (ITT) détenait 70 % de la Chitelco, la compagnie de téléphone chilienne. Après la nationalisation de cette dernière, l'ITT s'engage contre le gouvernement chilien : elle investit un million de dollars dans les caisses noires du Parti républicain afin d'encourager l’administration Nixon à renverser Allende et, poussant au blocus, finance une campagne médiatique contre Santiago.
La CIA reçoit pour instruction de Richard Nixon de « faire crier l’économie » chilienne. Les avoirs et biens chiliens aux États-Unis sont bloqués, les machines et pièces de rechange pour les mines sont placées sous une interdiction d'exportation, des pressions sont effectuées à l'international pour empêcher la consolidation de la dette chilienne et faire baisser le cours du cuivre. Le FMI et la Banque mondiale, dirigée par Robert McNamara (ex-secrétaire à la Défense des États-Unis) refusent tout prêt au pays.
Depuis le retour au régime démocratique les relations commerciales avec les États-Unis semblent être restées excellentes. En effet, le traité de libre échange États-Unis Chili a été signé le 6 juin 2003, ratifié par la Chambre des représentants le 24 juillet 2003 à la suite d’un vote de 270 pour, et 156 contre et ratifié par le Sénat le 31 juillet 2003 à la suite d’un autre vote donnant 65 pour et 32 contre. Le président George W. Bush a signé le United States-Chile Free Trade Agreement Implementation Act le 3 septembre 2003. Ce traité est mis en place par les deux pays depuis 1er janvier 2004. Ce traité constituait pour les États-Unis un moyen de pression diplomatique afin de contraindre le Chili à appuyer l'invasion de l'Irak. George W. Bush avait fait savoir au président chilien Ricardo Lagos qu'une « attitude négative pourrait mettre en danger sa ratification. »

### Les matières premières

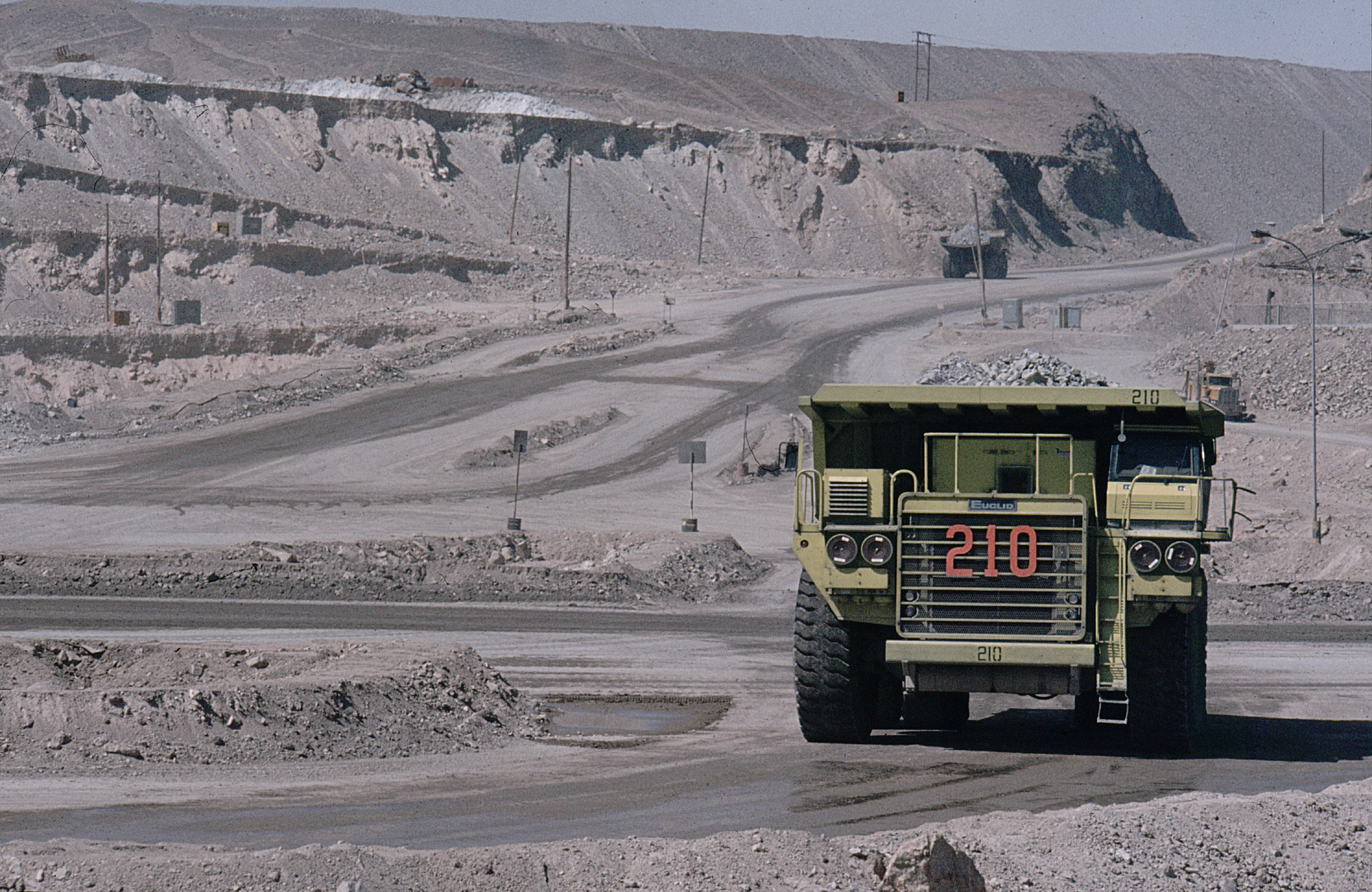
Chuquicamata, la mine à ciel ouvert la plus grande au monde.

#### L'agriculture
Le Chili est l'un des 5 plus grands producteurs mondiaux de cerise et canneberge, et l'un des 10 plus grands producteurs mondiaux de raisin, pomme, kiwi, pêche, prune et noisette, en se concentrant sur l'exportation de fruits de grande valeur.
L'agriculture du Chili a une production particulièrement diversifiée en raison de sa géographie, de son climat, de facteurs humains et de sa géologie particulière. Historiquement, l'agriculture est l'un des fondements de l'économie du Chili mais aujourd'hui l'agriculture et les secteurs connexes comme la sylviculture et la pêche ne représentent plus que 4,9 % du PIB en 2007 et employait 13,6 % de la population active du pays. Les principales productions agricoles du Chili sont le raisin, la pomme, la poire, l'oignon, le blé, le maïs, l'avoine, la pêche, l'ail, l'asperge, le haricot, le bœuf, la volaille, la laine, le poisson et le bois. En raison de son isolement géographique et d'un contrôle strict des échanges aux douanes, le Chili est épargné par des maladies comme la vache folle et le phylloxéra. De plus, le Chili a l'avantage d'être situé dans l'hémisphère sud, et de pouvoir produire en contre-saison sur une large gamme de produits grâce à des conditions climatiques très diverses. Toutefois, les reliefs limitent l'ampleur et l'intensité de l'agriculture et les terres arables.
Le cœur agricole du Chili se trouve dans la Vallée Centrale où se trouve notamment la région métropolitaine de Santiago. Dans la moitié nord du pays, les cultures sont fortement tributaires de l'irrigation. Au sud du pays, l'agriculture est progressivement remplacée par l'aquaculture, la sylviculture et les élevages d'ovins et de bovins.

#### Les mines
La principale exportation du pays est le cuivre avec 36 % du marché mondial. Le Chili est le leader mondial en ce domaine. Mais, il exporte aussi de l’argent et de l’or en moindre quantité. Ces matières premières sont extraites dans le désert d’Atacama au nord du pays. L’extraction du cuivre continue de représenter une part importante dans les exportations. En effet, 30 % des produits exportés sont du cuivre (contre 60 % en 1970). L’entreprise Codelco Chile possède une des mines les plus grandes au monde (pour le cuivre) comme Chuquicamata et El Teniente. L’extraction du cuivre est la principale ressource des régions de Taracapá, Antofagasta, et Atacama (les trois régions du désert d’Atacama).
Dans la région de Magellan (les environs de Punta Arenas), l’exploitation des gisements de pétrole constitue une part importante pour le transport domestique (30 % du pétrole au Chili est national). Cependant, dans ses exportations, il ne faut pas oublier les exportations de pierres lapis lazuli (2e exportateur) utilisées pour la fabrication de bijoux artisanaux ainsi que l’exportation de guano (premier) utilisé lui comme engrais. En 2008, le pourcentage du secteur primaire dans le P.I.B du pays est de 22,5 % (dont 16,5 % seulement pour le cuivre). Note : 2007 et 2008 donnée provisoire.

### Tourisme
Depuis les années 1990, le tourisme au Chili est devenu une des principales ressources économiques, spécialement dans les zones extrêmes du pays (désert d’Atacama au nord, Patagonie, Terre de Feu au sud). Pendant l’année 2005, il a augmenté de 13,6 %, générant ainsi plus 1 360 millions de dollars américains (soit 1,33 % du PIB national).

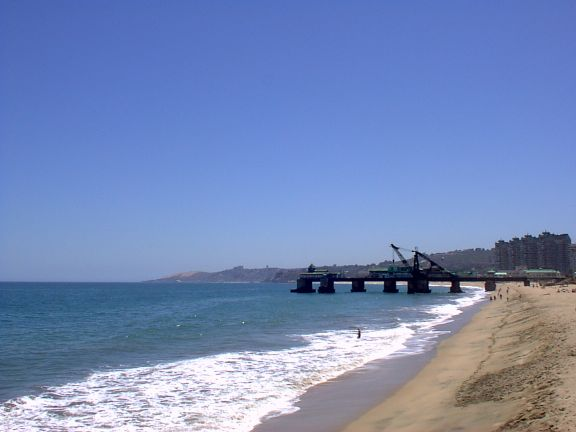
Plage à Viña del Mar, la Ciudad Jardín (ville jardin), capitale touristique du pays.

Selon la SERNATUR, deux millions de personnes se rendent au Chili par an. Ce chiffre est encore bon si l’on le compare à ceux du Brésil ou du Mexique. La majorité de ces visiteurs viennent du continent, principalement de l’Argentine. Cependant, ces dernières années, le nombre de visiteurs venant d’Espagne, de France, d’Allemagne est en constante augmentation (ces pays offrent même parfois des vols directs vers le Chili sans escale comme Air France qui peut faire Paris CDG-Santiago Pudahuel en 14 heures 30 seulement). Les Européens représentent 400 000 visiteurs en 2005.
Les principaux lieux touristiques correspondent aux lieux de beauté naturelle des zones extrêmes. San Pedro de Atacama, dans le nord du pays est très visité par les étrangers pour contempler l’architecture d’origine inca, les lagunes de l’Altiplano, la Valle de la Luna plébiscitée pour son étrangeté et les geysers du Tatio. Près de Putre, dans l’extrême nord, admirer le lac Chungará et le volcan Parinacota situé dans le parc national Lauca à plus de 4 500 mètres d’altitude est apprécié. Dans la zone australe, les principaux lieux touristiques sont l’archipel de Chiloé, la Patagonie, la lagune de San Rafael et ses glaciers ainsi que le parc national de Torres del Paine. Pour finir, la mystérieuse île de Pâques située au milieu de l’océan Pacifique est probablement le lieu touristique le plus apprécié par les Occidentaux, car elle est très exotique par rapport au continent.
Dans le domaine national, le tourisme se concentre durant la période estivale, principalement dans les stations balnéaires comme Arica, Iquique, Antofagasta, La Serena et Coquimbo pour la zone nord. La région de Valparaiso reçoit le plus grand nombre de touristes comme Viña del Mar grâce à sa proximité avec Santiago. Cette dernière est connue pour être la « capitale touristique du Chili » grâce à la beauté de ses plages et sa proximité de la capitale. Chaque année, en février se déroule le festival de la chanson de Viña del Mar, évènement musical important en Amérique latine.

### Énergie
Le secteur énergétique chilien est marqué par la pauvreté du pays en ressources fossiles : il ne produit que le tiers de ses besoins de charbon et importe la quasi-totalité de ses besoins en pétrole et en gaz naturel. Il développe progressivement ses ressources hydroélectriques et, plus récemment, éoliennes et solaires.

### Transports et télécommunications
La géographie caractéristique du pays fait que les réseaux de transports et les télécommunications sont d’importance considérable.
Le pays totalise 364 pistes d’atterrissage comme les aéroports de Chacalluta d’Arica, Diego Aracena d’Iquique, le Cerro Moreno d’Antofagasta, Carriel Sur de Concepción, El Tepual de Puerto Montt, Président Ibañez de Punta Arenas, Mataveri à l’île de Pâques, et l’aéroport international Comodoro Arturo Merino Benitez de Santiago (un des plus modernes du continent où siège la compagnie nationale LAN Airlines).
Le Chili dispose de 6 585 kilomètres de voies ferrées. Ces dernières ont jadis été importantes pour le développement du pays, mais, de nos jours, les chemins de fer sont utilisés surtout pour le transport du fret vers les ports depuis la crise des années 1970. Actuellement[Quand ?], le gouvernement souhaite redévelopper le train en rétablissant le service aux passagers de EFE entre Santiago et Puerto Montt. Au contraire, le métro se développe considérablement à Valparaiso avec le Biotrén et Santiago aura plus de 100 kilomètres de lignes de métro d’ici 2009 (il possède  87 kilomètres de lignes en décembre 2006).

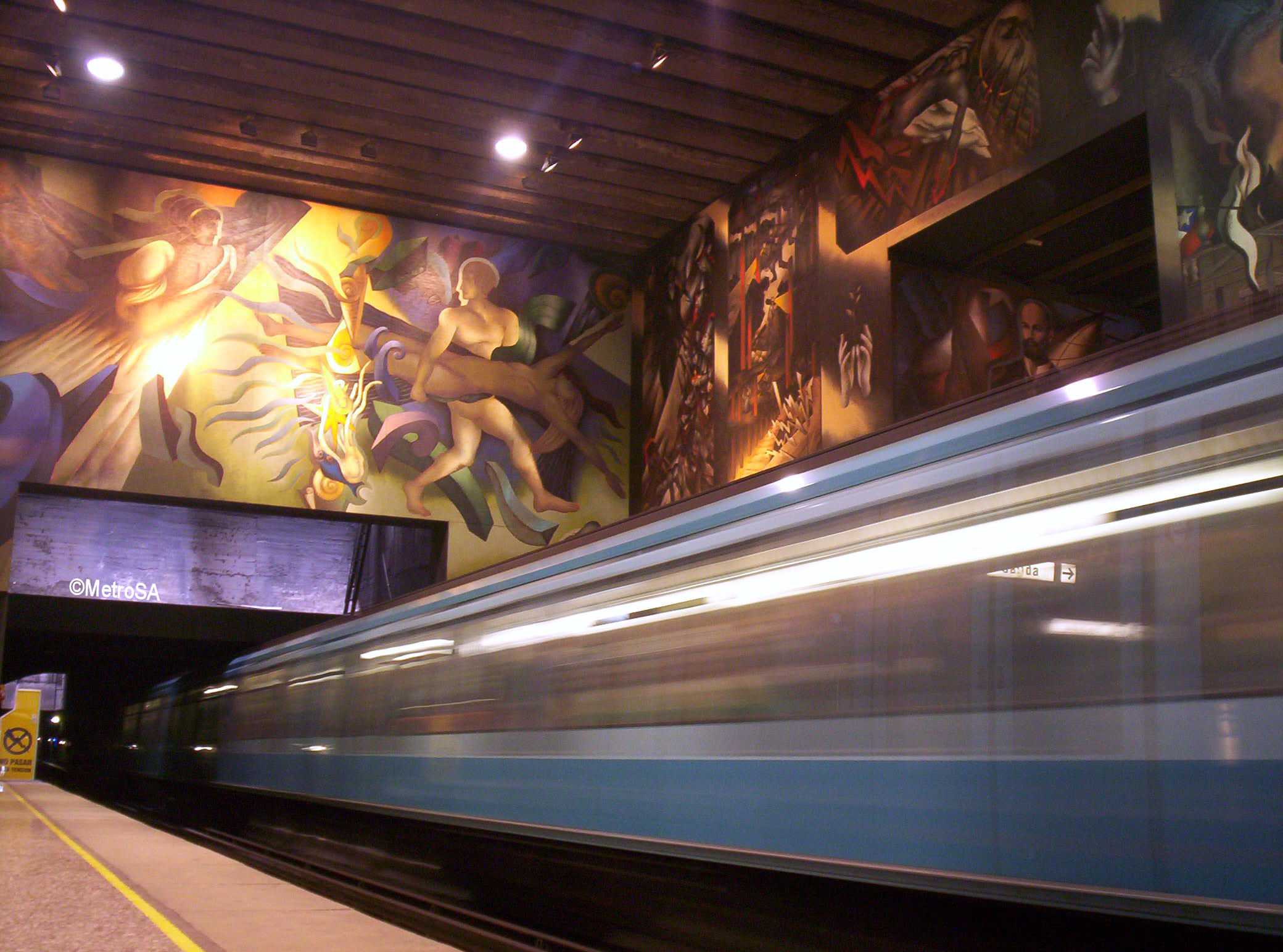
Métro de Santiago du Chili.

Pour les routes, le pays jouit d’un réseau de plus de 79 000 kilomètres de routes dont 10 000 sont goudronnées. Depuis les années 1990, plus de 2 500 kilomètres d’autoroutes ont été construites (route panaméricaine entre Arica et l’île de Chiloé). La carretera austral connecte la région d’Aisén au reste du pays et est quasiment complète. Les postes douaniers les plus importants sont ceux de Chacalluta et Tambo Quemado qui servent de frontières avec le Pérou et la Bolivie. Il existe quarante postes douaniers avec l’Argentine, les plus importants sont ceux du Cristo Redentor entre Los Andes et Mendoza.

### Quelques statistiques économiques
- Taux de croissance annuel en 2004 : +6,1 % , en 2005[38]: +6,3 %
- Taux d’inflation annuel en 2004 : +2,4 %, en 2005[38]: +3,7 %
- Taux de chômage en 2005[38] : 8 %
- Indicateur de développement humain (2005)[38] : 0,854 (37e rang au monde)
- Population sous le seuil de la pauvreté : 16 % (et moins de 2 % qui vit avec moins d’un dollar par jour).

## Indicateurs technologiques
Taux de possession au 31 décembre 2006
- Téléphone fixe : 22,5 %
- Téléphone mobile (portable) : 83,0 %
- Ordinateur personnel : 21,5 %
- Utilisateur d'Internet : 42,0 %
- Téléviseur : 53,8 %
- TV[Quoi ?] : 38,7 % (sur le total des foyers possédant un téléviseur)
- Radios : 75,9 %
- Automobile : 19,6 %
- Scientifiques disponibles : 544 / 1 million d'hab.
- Dépenses en R&D (% du PIB) : 0,7 %